# Giuseppe de Blasiis
Giuseppe de Blasiis   (Sulmona, 5 d'abril de 1832 - Nàpols, 29 d'abril de 1914) fou un historiador italià.
Llicenciat en ciència jurídica, va participar en la guerra de Crimea, a Turquia contra els russos, on fou capturat. Un cop alliberat, fou enviat a confinament a Teramo, on, des de 1855 fins a 1860, fou bibliotecari de la biblioteca "Melchiorre Delfico".
Professor d'Història a la Universitat de Nàpols fins al 1900, va ser secretari de la Società Napoletana di Storia Patria, de la qual va esdevenir president des del 1900 fins a la seva mort. Està enterrat a Nàpols, al recinte d'homes il·lustres del cementiri de Poggioreale.